# Mohammed Kabungsuwan

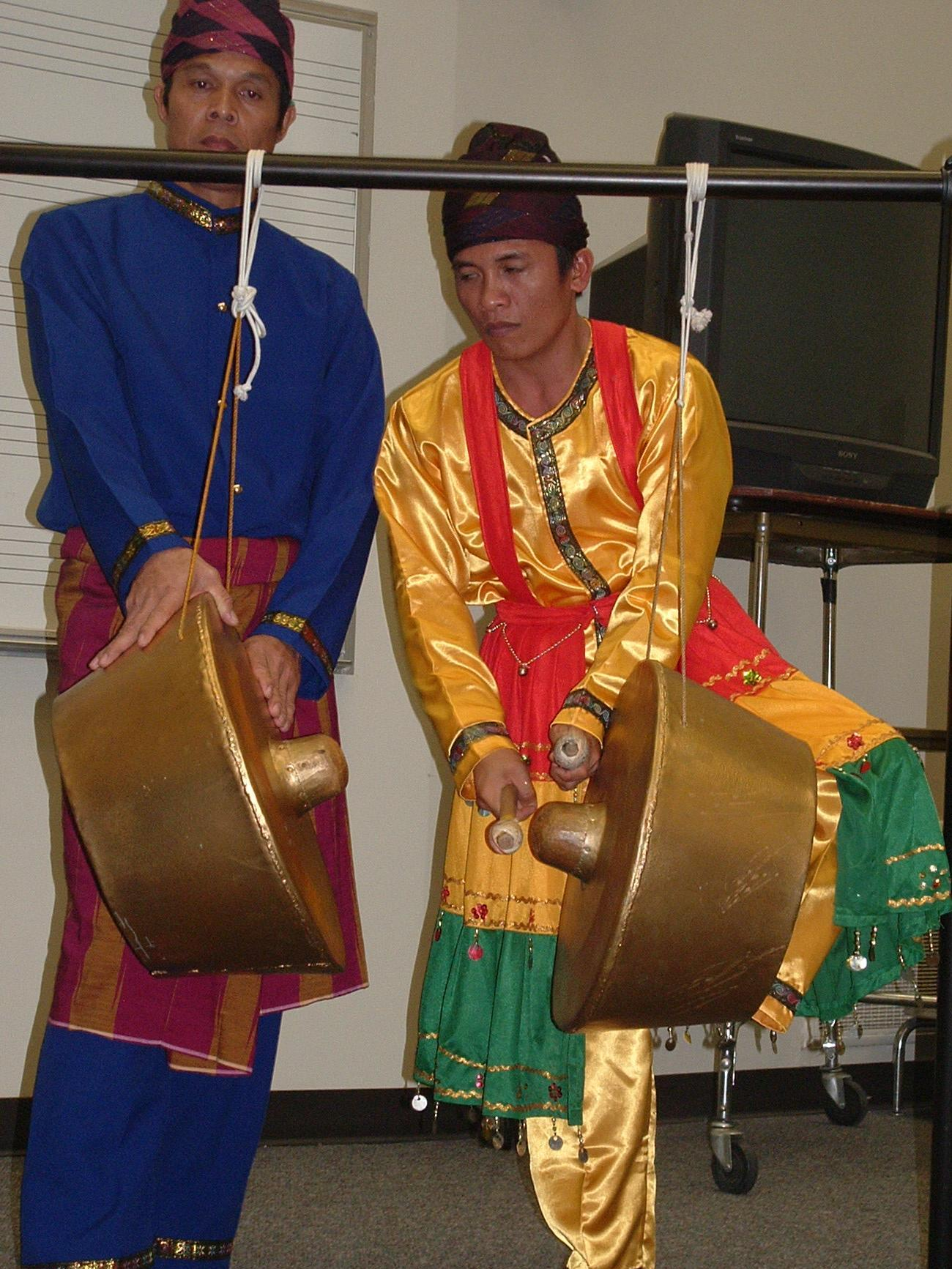
moros de Maguindanao.

Mohammed Kabungsuwan (malayo: Muhammad Kebungsuan) era Dawwa malayo de Johor que introdujo el islam en la región filipina de Mindanao Central. Posteriormente se casó con una princesa y estableció el Sultanato de Maguindanao en el siglo XVI. El sultanato usualmente se centró a la valle de Cotabato y lo ejerce entre los años 1520 y 1543.

## Invasión
Kabungsuwan invadió Mindanao por Malabang (en:) y tras vencer la resistencia armada de los nativos no musulmanes pudo someterlos al islam.

## Reconocimiento
Se llamó en honor a él la provincia desaparecida de Jerife Kabunsuan en Filipinas.